# Kraftsamling för Ljusnarsberg
Kraftsamling för Ljusnarsberg (KfL) var en samverkan mellan det lokala partiet Ljusnarsbergs obundna kommunparti och Folkpartiet i Ljusnarsbergs kommun, under vilken de gemensamt gick till val i kommunalvalen 2006 och 2010.
I valet 2006 fick Kraftsamling för Ljusnarsberg 453 röster, vilket utgjorde 14,75% av rösterna. Därmed blev listan näst störst i kommunen och vann representation i Ljusnarsbergs kommunfullmäktige med fem mandat.
I valet 2010 halverades röstantalet på KfL som tappade tre av sina fullmäktigeplatser.
I valet 2014 ställde Folkpartiet upp separat och Ljusnarsbergs obundna kommunparti ställde inte upp alls. KfL lades följande år ned.